# Giro de Itália Feminino de 2017
A 28.ª edição do Giro de Itália Feminino disputou-se entre 1 e 9 de julho de 2017 com início em Aquilea e final na cidade de Torre del Greco na Itália. A carreira consistiu de um total de 10 etapas sobre um percurso de 1.010,7 km.
A carreira fez parte do UCI WorldTour Feminino de 2017 como concorrência de categoria 2.wwT do calendário ciclístico de máximo nível mundial, sendo a décima quarta carreira de dito circuito e foi vencida em segunda ocasião pela ciclista neerlandesa Anna van der Breggenda equipa Boels Dolmans. O pódio completaram-no a ciclista italiana Elisa Longo Borghini das equipas Wiggle High5 e a ciclista neerlandesa Annemiek van Vleuten da equipa Orica-Scott.

## Equipas
| Equipes femininas profissionais (24)- Alé Cipollini Galassia - Aromitalia Vaiano - Astana Women's Team - BePink Cogeas - Boels Dolmans - BTC City Ljubljana - Canyon Sram Racing - Cervélo Bigla - Conceria Zabri-Fannini-Guerciotti - Cylance Pro Cycling - FDJ-Nouvelle Aquitaine-Futuroscope - Giusfredi-Bianchi - Hitec Products - Lares-Waowdeals Women Cycling Team - Lensworld-Kuota - Orica-Scott - SC Michela Fanini - Servetto Giusta - Sunweb - VéloCONCEPT Women - Top Girls Fassa Bortolo - Valcar PBM - Wiggle High5 - WM3 Pro Cycling |
| |

## Etapas
| Etapa | Data    | Percurso                                    | type                       | Distância (km) | Vencedor             | Líder geral          |
| ----- | ------- | ------------------------------------------- | -------------------------- | -------------- | -------------------- | -------------------- |
| 1     | 30 jun. | Aquileia – Grado                            | contrarrelógio por equipes | 11,5           | Boels Dolmans        | Karol-Ann Canuel     |
| 2     | 1 jul.  | Zoppola – Montereale Valcellina             | etapa escarpada            | 122,25         | Annemiek van Vleuten | Anna van der Breggen |
| 3     | 2 jul.  | San Fior – San Vendemiano                   | etapa plana                | 100            | Hannah Barnes        | Anna van der Breggen |
| 4     | 3 jul.  | Occhiobello – Occhiobello                   | etapa plana                | 118            | Jolien D'Hoore       | Anna van der Breggen |
| 5     | 4 jul.  | Sant'Elpidio a Mare – Sant'Elpidio a Mare   | contrarrelógio individual  | 12,73          | Annemiek van Vleuten | Anna van der Breggen |
| 6     | 5 jul.  | Roseto degli Abruzzi – Roseto degli Abruzzi | etapa plana                | 116,16         | Lotta Lepistö        | Anna van der Breggen |
| 7     | 6 jul.  | Isérnia – Baronissi                         | etapa plana                | 141,98         | Sheyla Gutiérrez     | Anna van der Breggen |
| 8     | 7 jul.  | Baronissi – Palinuro                        | alta montanha              | 141,8          | Lucinda Brand        | Anna van der Breggen |
| 9     | 8 jul.  | Palinuro – Polla                            | etapa plana                | 122,3          | Marta Bastianelli    | Anna van der Breggen |
| 10    | 9 jul.  | Torre del Greco – Torre del Greco           | etapa escarpada            | 124            | Megan Guarnier       | Anna van der Breggen |

## Classificações finais
As classificações finalizaram da seguinte forma:

### Classificação geral(Maglia Rosa)
| \| Classificação geral \| Classificação geral \| Classificação geral \| Classificação geral \| Classificação geral \| \| Ciclista \| Ciclista \| Equipe \| Tempo \| \| \| ------------------- \| -------------------- \| ------------------- \| ------------------- \| ------------------- \| \| 1. \| Anna van der Breggen \| Boels Dolmans \| 25h39m43s \| \| \| 2. \| Elisa Longo Borghini \| Wiggle High5 \| + 1m03s \| \| \| 3. \| Annemiek van Vleuten \| Orica-Scott \| + 1m39s \| \| \| 4. \| Megan Guarnier \| Boels Dolmans \| + 2m57s \| \| \| 5. \| Amanda Spratt \| Orica-Scott \| + 3m26s \| \| \| 6. \| Katarzyna Niewiadoma \| WM3 \| + 3m58s \| \| \| 7. \| Lucinda Brand \| Sunweb \| + 4m12s \| \| \| 8. \| Karol-Ann Canuel \| Boels Dolmans \| + 5m26s \| \| \| 9. \| Claudia Lichtenberg \| Wiggle High5 \| + 6m09s \| \| \| 10. \| Arlenis Sierra \| Astana Women's Team \| + 6m19s \| \| |                      |                     |           |
| |                      |                     |           |
| Fonte: ProCyclingStats |                      |                     |           |
| Classificação geral |                      |                     |           |
| Ciclista | Ciclista             | Equipe              | Tempo     |
| 1. | Anna van der Breggen | Boels Dolmans       | 25h39m43s |
| 2. | Elisa Longo Borghini | Wiggle High5        | + 1m03s   |
| 3. | Annemiek van Vleuten | Orica-Scott         | + 1m39s   |
| 4. | Megan Guarnier       | Boels Dolmans       | + 2m57s   |
| 5. | Amanda Spratt        | Orica-Scott         | + 3m26s   |
| 6. | Katarzyna Niewiadoma | WM3                 | + 3m58s   |
| 7. | Lucinda Brand        | Sunweb              | + 4m12s   |
| 8. | Karol-Ann Canuel     | Boels Dolmans       | + 5m26s   |
| 9. | Claudia Lichtenberg  | Wiggle High5        | + 6m09s   |
| 10. | Arlenis Sierra       | Astana Women's Team | + 6m19s   |

### Classificação por pontos(Maglia Ciclamino)
| Classificação por pontos | Classificação por pontos | Classificação por pontos | Classificação por pontos | Classificação por pontos |
| Ciclista                 | Ciclista                 | Equipe                   | Pontos                   |                          |
| ------------------------ | ------------------------ | ------------------------ | ------------------------ | ------------------------ |
| 1.                       | Annemiek van Vleuten     | Orica-Scott              | 47 pts                   |                          |
| 2.                       | Lotta Lepistö            | Cervélo Bigla            | 39 pts                   |                          |
| 3.                       | Anna van der Breggen     | Boels Dolmans            | 38 pts                   |                          |
| 4.                       | Megan Guarnier           | Boels Dolmans            | 37 pts                   |                          |
| 5.                       | Elisa Longo Borghini     | Wiggle High5             | 31 pts                   |                          |
| 6.                       | Giorgia Bronzini         | Wiggle High5             | 29 pts                   |                          |
| 7.                       | Coryn Rivera             | Sunweb                   | 28 pts                   |                          |
| 8.                       | Amanda Spratt            | Orica-Scott              | 27 pts                   |                          |
| 9.                       | Katarzyna Niewiadoma     | WM3                      | 26 pts                   |                          |
| 10.                      | Hannah Barnes            | Canyon-SRAM Racing       | 25 pts                   |                          |

### Classificação da montanha(Maglia Verde)
| Classificação da montanha | Classificação da montanha | Classificação da montanha | Classificação da montanha | Classificação da montanha |
| Ciclista                  | Ciclista                  | Equipe                    | Pontos                    |                           |
| ------------------------- | ------------------------- | ------------------------- | ------------------------- | ------------------------- |
| 1.                        | Annemiek van Vleuten      | Orica-Scott               | 26 pts                    |                           |
| 2.                        | Elisa Longo Borghini      | Wiggle High5              | 18 pts                    |                           |
| 3.                        | Anna van der Breggen      | Boels Dolmans             | 8 pts                     |                           |
| 4.                        | Tatiana Guderzo           | Lensworld-Kuota           | 7 pts                     |                           |
| 5.                        | Lucinda Brand             | Sunweb                    | 7 pts                     |                           |
| 6.                        | Hannah Barnes             | Canyon-SRAM Racing        | 6 pts                     |                           |
| 7.                        | Megan Guarnier            | Boels Dolmans             | 6 pts                     |                           |
| 8.                        | Amanda Spratt             | Orica-Scott               | 6 pts                     |                           |
| 9.                        | Soraya Paladin            | Alé Cipollini             | 6 pts                     |                           |
| 10.                       | Katarzyna Niewiadoma      | WM3                       | 5 pts                     |                           |

### Classificação das jovens(Maglia Bianca)
| Classificação dos jovens | Classificação dos jovens | Classificação dos jovens         | Classificação dos jovens | Classificação dos jovens |
| Ciclista                 | Ciclista                 | Equipe                           | Tempo                    |                          |
| ------------------------ | ------------------------ | -------------------------------- | ------------------------ | ------------------------ |
| 1.                       | Cecilie Uttrup Ludwig    | Cervélo Bigla                    | 25h49m46s                |                          |
| 2.                       | Nikola Nosková           | BePink Cogeas                    | + 1m04s                  |                          |
| 3.                       | Sofia Bertizzolo         | Astana Women's Team              | + 3m28s                  |                          |
| 4.                       | Floortje Mackaij         | Sunweb                           | + 21m49s                 |                          |
| 5.                       | Nadia Quagliotto         | Top Girls Fassa Bortolo          | + 24m05s                 |                          |
| 6.                       | Clara Koppenburg         | Cervélo Bigla                    | + 28m50s                 |                          |
| 7.                       | Carmela Cipriani         | Conceria Zabri-Fanini-Guerciotti | + 32m09s                 |                          |
| 8.                       | Chiara Zanettin          | Valcar PBM                       | + 37m07s                 |                          |
| 9.                       | Lisa Klein               | Cervélo Bigla                    | + 38m15s                 |                          |
| 10.                      | Vania Canvelli           | Giusfredi-Bianchi                | + 38m59s                 |                          |

### Classificação por equipas
| Classificação por equipes | Classificação por equipes | Classificação por equipes | Classificação por equipes |
| Equipe                    | Equipe                    | Tempo                     |                           |
| ------------------------- | ------------------------- | ------------------------- | ------------------------- |
| 1.                        | Boels Dolmans             | 76h38m22s                 |                           |
| 2.                        | Sunweb                    | + 13m09s                  |                           |
| 3.                        | Alé Cipollini Galassia    | + 13m44s                  |                           |
| 4.                        | Astana Women's Team       | + 16m13s                  |                           |
| 5.                        | BTC City Ljubljana        | + 20m03s                  |                           |
| 6.                        | WM3                       | + 25m03s                  |                           |
| 7.                        | Orica-Scott               | + 26m26s                  |                           |
| 8.                        | Wiggle High5              | + 33m27s                  |                           |
| 9.                        | Lensworld-Kuota           | + 41m31s                  |                           |
| 10.                       | BePink Cogeas             | + 44m48s                  |                           |

## Evolução das classificações
| Etapa                 | Vencedora             | Classificação geral  | Classificação por pontos | Classificação da montanha | Classificação das jovens | Classificação da melhor italiana | Classificação por equipas |
| --------------------- | --------------------- | -------------------- | ------------------------ | ------------------------- | ------------------------ | -------------------------------- | ------------------------- |
| 1.ª                   | Boels Dolmans         | Karol-Ann Canuel     | não outorgado            | não outorgado             | Amalie Dideriksen        | Elisa Longo Borghini             | Boels Dolmans             |
| 2.ª                   | Annemiek van Vleuten  | Anna van der Breggen | Annemiek van Vleuten     | Annemiek van Vleuten      | Floortje Mackaij         | Elisa Longo Borghini             | Boels Dolmans             |
| 3.ª                   | Hannah Barnes         | Anna van der Breggen | Annemiek van Vleuten     | Annemiek van Vleuten      | Floortje Mackaij         | Elisa Longo Borghini             | Boels Dolmans             |
| 4.ª                   | Jolien D'Hoore        | Anna van der Breggen | Hannah Barnes            | Annemiek van Vleuten      | Floortje Mackaij         | Elisa Longo Borghini             | Boels Dolmans             |
| 5.ª                   | Annemiek van Vleuten  | Anna van der Breggen | Annemiek van Vleuten     | Annemiek van Vleuten      | Floortje Mackaij         | Elisa Longo Borghini             | Boels Dolmans             |
| 6.ª                   | Lotta Lepistö         | Anna van der Breggen | Annemiek van Vleuten     | Annemiek van Vleuten      | Floortje Mackaij         | Elisa Longo Borghini             | Boels Dolmans             |
| 7.ª                   | Sheyla Gutiérrez      | Anna van der Breggen | Annemiek van Vleuten     | Annemiek van Vleuten      | Floortje Mackaij         | Elisa Longo Borghini             | Boels Dolmans             |
| 8.ª                   | Lucinda Brand         | Anna van der Breggen | Annemiek van Vleuten     | Annemiek van Vleuten      | Cecilie Uttrup Ludwig    | Elisa Longo Borghini             | Boels Dolmans             |
| 9.ª                   | Marta Bastianelli     | Anna van der Breggen | Annemiek van Vleuten     | Annemiek van Vleuten      | Cecilie Uttrup Ludwig    | Elisa Longo Borghini             | Boels Dolmans             |
| 10.ª                  | Megan Guarnier        | Anna van der Breggen | Annemiek van Vleuten     | Annemiek van Vleuten      | Cecilie Uttrup Ludwig    | Elisa Longo Borghini             | Boels Dolmans             |
| Classificações finais | Classificações finais | Anna van der Breggen | Annemiek van Vleuten     | Annemiek van Vleuten      | Cecilie Uttrup Ludwig    | Elisa Longo Borghini             | Boels Dolmans             |

## UCI WorldTour Feminino
O Giro de Itália Feminino outorga pontos para o UCI WorldTour Feminino de 2017, incluindo a todas as corredoras das equipas nas categorias UCI Team Feminino. As seguintes tabelas mostram o barómetro de pontuação e as 10 corredoras que obtiveram mais pontos:
| Posição             | 1.ª | 2.ª | 3.ª | 4.ª | 5.ª | 6.ª | 7.ª | 8.ª | 9.ª | 10.ª | 11.ª | 12.ª | 13.ª | 14.ª | 15.ª | 16.ª | 17.ª | 18.ª | 19.ª | 20.ª |
| Classificação geral | 120 | 100 | 85  | 70  | 60  | 50  | 40  | 35  | 30  | 25   | 20   | 18   | 16   | 14   | 12   | 10   | 8    | 6    | 4    | 2    |
| Por etapa           | 25  | 20  | 18  | 16  | 14  | 12  | 10  | 8   | 6   | 4    |      |      |      |      |      |      |      |      |      |      |
| Líder               | 6   |     |     |     |     |     |     |     |     |      |      |      |      |      |      |      |      |      |      |      |

| Classificação | Classificação        | Classificação             | Classificação | Classificação | Classificação | Classificação |
| Posição       | Ciclista             | Equipa                    | Geral         | Etapa         | Líder         | Total         |
| ------------- | -------------------- | ------------------------- | ------------- | ------------- | ------------- | ------------- |
| 1.ª           | Anna van der Breggen | Boels Dolmans             | 120           | 74            | 48            | 242           |
| 2.ª           | Annemiek van Vleuten | Orica-Scott               | 85            | 86            | -             | 171           |
| 3.ª           | Elisa Longo Borghini | Wiggle High5              | 100           | 62            | -             | 162           |
| 4.ª           | Megan Guarnier       | Boels Dolmans             | 70            | 71            | -             | 141           |
| 5.ª           | Amanda Spratt        | Orica-Scott               | 60            | 54            | -             | 114           |
| 6.ª           | Katarzyna Niewiadoma | WM3                       | 50            | 54            | -             | 104           |
| 7.ª           | Lucinda Brand        | Team Sunweb               | 40            | 41            | -             | 81            |
| 8.ª           | Arlenis Sierra       | Astana Women's Team       | 25            | 52            | -             | 77            |
| 9.ª           | Lotta Lepistö        | Cervélo-Bigla Pro Cycling | -             | 65            | -             | 65            |
| 10.ª          | Giorgia Bronzini     | Wiggle High5              | -             | 58            | -             | 58            |